# Будинок Папудової (Одеса)
Буди́нок Папудової (Папудова) — старовинний житловий будинок в Одесі на розі Соборної площі і Преображенської вулиці. Пам'ятка архітектури місцевого значення (рішення Одеського облвиконкому № 480 від 15.08.1985).

## Історія будівлі
Комплекс будівель між Соборною і Поліцейською площами і Преображенською вулицею виник як хлібний магазин-зерносховище. З боку Соборнії площі розташовувався чотириповерховий особняк власників — родини зерноторгівців Папудова.
У 1843—1846 роках на місці майбутнього будинку архітектором Іваном Козловим був побудований зерновий склад, в якому зерно не тільки зберігалося, а й сортувалося, проходило сушку і упаковку. Після Кримської війни і переорієнтації основних споживачів зерна на інших постачальників, зерновий бізнес перестав бути надприбутковим. Зерновий склад в центрі міста виявився не потрібен, однак виник сильний попит на прибуткові будинки. З початку 1860-х і до кінця 1870-х років будинок перебудовується, перетворюючись в житловий будинок. У роботі брали участь архітектори Франц Моранді, Франц Боффо, Демосфен Мазиров, Маврикій Рейнгерц.
До середини 1870-х на другому і третьому поверхах будинку продовжували перебувати склади зерна. Весь цей час існувала загроза обвалення перекриттів через величезну вагу зерна. З боку Преображенської вулиці розташовувалися магазини і контори, зокрема, магазин канцелярських товарів Івана Маха, мануфактурний магазин братів Самсонова. У 1860-х рр. частина будинку Папудова займала приватна жіноча гімназія Анни Піллер. Після остаточної перебудови фасадна частина будинку мала 4 поверхи, тоді як з боку двору було вже 6 поверхів. Всередині двору розташовувалися господарські приміщення. У XIX столітті це був найвищий житловий будинок в Одесі.

Пам'ятник Вірі Холодній

У 1918—1919 р в будинку жила актриса німого кіно Віра Холодна, яка померла тут же 16 лютого 1919 року. На згадку про неї 2 вересня 2003 р у квітковій галереї відкрито пам'ятник. Квартира, в якій жила актриса, перебувала на другому поверсі зруйнованої пізніше частини будинку (як раз в тому місці, де споруджений пам'ятник).
Під час Великої Вітчизняної війни будинок сильно постраждав від авіабомб. Частина будинку з боку Преображенської вулиці не відновлювалась в подальшому. Особняк Папудова уздовж Соборної площі спочатку був відновлений тільки в два поверхи і лише в кінці 1970-х років були відтворені інші два поверхи. Проектом відновлення особняка керували інженери Одеського Гіпропрома Г. Е. Лернер і Г. Л. Бендерський. При відновленні застосували унікальний проект з тонкими залізобетонними балками-струнами перекриттів і полегшеними перегородками з очерету . В ході робіт з реконструкції сталася пожежа, через що роботу довелося починати спочатку.
У повоєнний час і до початку 1990-х, на місці зруйнованої частини будинку розташовувався квітковий ринок, пізніше на цьому місці була побудована скляна галерея на металевому каркасі.